# Tobias Jones

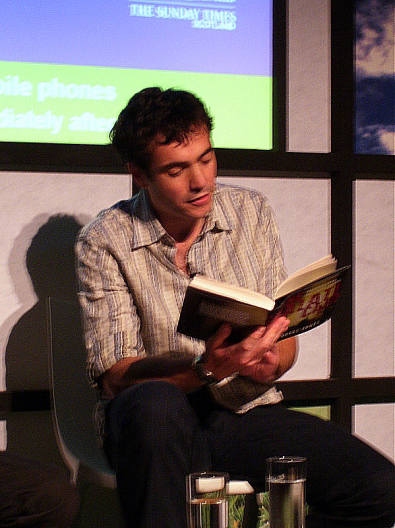
Tobias Jones nel 2009

Tobias Jones (Somerset, 1972) è un giornalista e scrittore britannico.

## Biografia
Dopo aver ottenuto la laurea in storia moderna al Jesus College dell'Università di Oxford, ha lavorato presso la London Review of Books e l'Independent. Nel 1999 si è trasferito in Italia a Parma, dove, oltre a lavorare come freelancer per testate come il Guardian, il Financial Times e Vogue, ha portato a termine la stesura del libro The Dark Heart of Italy, pubblicato nel 2002 nella versione originale inglese, in cui narra eventi collegati alla storia d'Italia dal secondo dopoguerra. Nel 2003 è stata pubblicata un'edizione del libro tradotta in italiano chiamata Il cuore oscuro dell'Italia, rielaborazione della versione originale inglese. Nel 2004 conduce su Rai 3 Ricchi d'Italia, una serie di interviste con imprenditori italiani. Nel 2005 conduce, sempre su Rai 3, il programma Cervelli d'Italia in cui intervista quelli che lui ritiene gli innovatori e i geni dell'Italia.
Trasferitosi a Bristol, Tobias Jones ha pubblicato, nel gennaio 2007, il suo secondo libro Utopian Dreams, storia di un viaggio intrapreso con la moglie Francesca Lenzi nel 2006 vivendo in diverse comunità dell'Inghilterra e dell'Italia. Al seguito di questa esperienza, Jones è diventato consigliere della storica comunità di Dorset, Pilsdon, per poi fondare, assieme alla moglie, Windsor Hill Wood, un rifugio per persone in crisi. Per un anno la sua rubrica sul Guardian ha reso molto noto in Gran Bretagna le sfide di questa comunità. Jones e Lenzi hanno vissuto nella comunità per 8 anni, un’esperienza che è stata l’argomento del suo settimo libro, A Place of Refuge.
Tra il 2007 e 2012 ha pubblicato una trilogia di gialli ambientati in Italia: The Salati Case, White Death e Death of a Show Girl. Nel 2012 ha pubblicato Blood on the altar (Sangue sull’altare nella traduzione italiana), frutto di una lunga indagine sulla scomparsa di Elisa Claps a Potenza e sulla fuga dell’omicida in Inghilterra. Oltre a Elisa Claps, Jones si è occupato di altri casi di cronaca nera in Italia, scrivendo approfonditi saggi su Yara Gambirasio, Emanuela Orlandi e il mostro di Firenze. Sono note anche le sue analisi politiche e sociologiche per varie testate. I diritti cinematografici di tre delle sue opere sono stati acquisiti da case di produzione internazionali. Ha avuto per anni una rubrica su Internazionale e sul Guardian, e appare spesso in trasmissioni italiane e britanniche. Nel 2017 conduce per Rai Storia, Travelogue: Destinazione Italia. Quattro puntate sulle tracce del viaggio in Italia di quattro illustri viaggiatori d'epoca: Mary Shelley, il Marchese De Sade, Herman Melville e Johann Wolfgang von Goethe.